# Karoline Offigstad Knotten
Karoline Offigstad Knotten (Tromsø, 6 januari 1995) is een Noorse biatlete. Ze vertegenwoordigde haar land op de Olympische Winterspelen 2022 in Peking.

## Carrière
Offigstad Knotten maakte haar debuut in de wereldbeker op 8 december 2018 in Pokljuka, waar ze deelnam aan de 7,5 km sprint. Ze behaalde uiteindelijk een 75e plaats. Op 10 januari 2019 haalde Offigstad Knotten haar eerste wereldbekerpunten op de 10 km achtervolging in Oberhof met een 28e plaats. Haar eerste podium in de wereldbeker behaalde ze op 19 december 2019 in Östersund waar ze samen met Ingrid Landmark Tandrevold, Tiril Eckhoff en Marte Olsbu Røiseland een eerste plaats in de 4×6 km estafette behaalde. Haar eerste individuele podiumplaats kwam er op 29 november 2020 op de 10 km sprint in Kontiolahti, waar ze derde werd.
Ze nam deel aan de Olympische winterspelen 2022, waar ze een 4e plaats haalde op de 4×6 km estafette samen met Tiril Eckhoff, Ida Lien en Marte Olsbu Røiseland.
In het seizoen 2022/2023 behaalde ze een 18e plaats in de eindklassering van de wereldbeker, ze had dat jaar het hoogste raak percentage van alle vrouwen met meer dan 20wereldbekerdeelnames dat seizoen. 

## Resultaten

### Olympische Winterspelen
| Jaar | Plaats | Onderdeel   | Onderdeel | Onderdeel     | Onderdeel  | Onderdeel | Onderdeel          |
| Jaar | Plaats | Individueel | Sprint    | Achtervolging | Massastart | Estafette | Gemengde estafette |
| ---- | ------ | ----------- | --------- | ------------- | ---------- | --------- | ------------------ |
| 2022 | Peking | –           | –         | –             | –          | 4e        | –                  |

### Wereldkampioenschappen
| Jaar | Plaats   | Onderdeel   | Onderdeel | Onderdeel     | Onderdeel  | Onderdeel | Onderdeel          | Onderdeel                 |
| Jaar | Plaats   | Individueel | Sprint    | Achtervolging | Massastart | Estafette | Gemengde estafette | Single gemengde estafette |
| ---- | -------- | ----------- | --------- | ------------- | ---------- | --------- | ------------------ | ------------------------- |
| 2020 | Antholz  | –           | 75e       | –             | –          | –         | –                  | –                         |
| 2021 | Pokljuka | –           | 41e       | 42e           | –          | –         | –                  | –                         |
| 2023 | Oberhof  | 21e         | 37e       | 17e           | 6e         | 6e        | –                  | –                         |

### Wereldbeker
Eindklasseringen
| Seizoen   | Algemeen | Individueel | Sprint | Achtervolging | Massastart |
| --------- | -------- | ----------- | ------ | ------------- | ---------- |
| 2018/2019 | 87e      | –           | –      | 69e           | –          |
| 2019/2020 | 43e      | 46e         | 49e    | 33e           | 42e        |
| 2020/2021 | 21e      | 41e         | 18e    | 19e           | 20e        |
| 2021/2022 | 29e      | 19e         | 20e    | 40e           | 43e        |
| 2022/2023 | 18e      | 12e         | 20e    | 21e           | 19e        |

Wereldbekerzeges
| Nr.       | Datum            | Plaats               | Onderdeel        |
| Estafette | Estafette        | Estafette            | Estafette        |
| --------- | ---------------- | -------------------- | ---------------- |
| 1.        | 8 december 2019  | Östersund            | 4×6 km estafette |
| 2.        | 14 december 2019 | Hochfilzen           | 4×6 km estafette |
| 3.        | 17 januari 2020  | Ruhpolding           | 4×6 km estafette |
| 4.        | 7 maart 2020     | Nové Město na Moravě | 4×6 km estafette |
| 5.        | 12 december 2020 | Hochfilzen           | 4×6 km estafette |
| 6.        | 22 januari 2022  | Antholz              | 4×6 km estafette |
| 7.        | 12 januari 2022  | Ruhpolding           | 4×6 km estafette |
| 8.        | 29 november 2023 | Östersund            | 4×6 km estafette |
| 9.        | 10 december 2023 | Hochfilzen           | 4×6 km estafette |